# Sumberwuluh (Dawar Blandong)
Sumberwuluh is een bestuurslaag in het regentschap Mojokerto van de provincie Oost-Java, Indonesië. Sumberwuluh telt 2535 inwoners (volkstelling 2010).